# Museo nazionale della fotografia

Il Museo Nazionale della Fotografia di Brescia racconta la storia della fotografia e del cinema attraverso apparecchiature fotografiche e cinematografiche e altre attrezzature ad essere correlate dai primi esperimenti fino ai giorni nostri.

## Storia
Il Museo Nazionale della Fotografia nasce da un sogno coltivato con passione e tenacia dal cav. Alberto Sorlini, cofondatore nel 1953 del Cinefotoclub Brescia insieme ad Annibale Lori (che ne diventerà il primo presidente), Mario Benetti, Angelo Bottini, Carlo Ghirardi, Francesco Mandruzzato, Mario Panizza, Augusto Tolin e Bruno Turelli. Negli anni '80 prende vita l'idea del Museo come esposizione al pubblico del materiale raccolto nel corso degli anni, a partire dal primo lascito di sette macchinette fotografiche donate all'Associazione dal regista Alberto Cima nel 1953.
Il Museo fu intitolato al cav. Alberto Sorlini (Museo Nazionale della Fotografia "cav. Alberto Sorlini") dai primi anni 2000 fino al 20 gennaio 2013, quando avvenne una forte rottura con l'attuale consiglio direttivo che culminò con la deposizione di Sorlini da presidente e la rimozione del suo nome dal Museo, da allora noto come "Museo Nazionale della Fotografia".

## Il Museo
Il Museo è suddiviso in  sezioni:
- sala dedica al cinema, dove sono esposti pezzi che raccontano l'evoluzione del cinema per amatori, dai primi tentativi di rendere le riprese alla portata di tutti con il proiettore Pathè Baby del 1921 che supportava la pellicola 9,5 mm e la seguente cinepresa che porta il suo stesso nome del 1923, dal formato maneggevole e facilmente utilizzabile, per passare alle cineprese storiche della Bell & Howell, della Bolex Paillard, per arrivare alle più recenti giapponesi. In questa sala sono ospitate le due fotocamere utilizzate dalla NASA per studi scientifici e tecnologici.
- vetrine della storia della fotografia: partendo dagli antenati della fotografia, dalla camera oscura cinquecentesca, per passare nel 1700 alla silhouette e physionotrace, arrivando alla copia della prima fotografia del mondo del 1826, viene illustrata la nascita della fotografia, che inizia a diffondersi con l'invenzione di Daguerre nel 1839. Nelle vetrine si possono ammirare pezzi originali di dagherrotipi, ambrotipi, ferrotipi che rappresentano positivi a copia unica, una rara miniuature dorée, lastre autocromie dei Fratelli Lumière e album che raccolgano bellissime cartes de visite.
- sala delle macchine fotografiche: le macchine sono raccolte nelle vetrine in base alla casa produttrice: Leica, Zeiss Ikon, Kodak, Agfa, Bencini e Ferrania... In questa sala trovano posto un apparecchio francese in legno di fine ‘800 che monta lastre 55x55 cm e la vetrina dedicata alla stereoscopia.
- sala della tecnica fotografica: qui troviamo un pezzo di vanto per il Museo, la fotomitragliatrice Zeiss Ikon del 1930, e troviamo tutto ciò che serve in fase di ripresa (esposimetri, flash, lenti, filtri, scatti flessibili...) e in fase di sviluppo e stampa.

Il Museo possiede due sale mostre dove ogni mese si susseguono mostre di autori nazionali e internazionali. Dal 2013 inoltre è stata creata la mostra nel cassetto, uno spazio espositivo che accoglie e rende fruibili al pubblico alcune fotografie conservate nell'immenso archivio del Museo (circa 60000 pezzi).
La Biblioteca foto-cinematografica conta circa 8000 volumi interamente di fotografia e cinematografia.
È considerato un museo a livello nazionale unico nel suo genere e gode di particolare stima anche a livello internazionale, con le varie citazioni riportate in alcune riviste di settore.